# Sympycnus aequatoralis
Sympycnus aequatoralis är en tvåvingeart som beskrevs av Becker 1919. Sympycnus aequatoralis ingår i släktet Sympycnus och familjen styltflugor.
Artens utbredningsområde är Ecuador. Inga underarter finns listade i Catalogue of Life.